# Echinopsis friedrichii
Echinopsis friedrichii ist eine Pflanzenart aus der Gattung Echinopsis in der Familie der Kakteengewächse (Cactaceae). Das Artepitheton friedrichii ehrt den österreichischen Botaniker und Kakteenspezialisten Heimo Friedrich.

## Beschreibung
Echinopsis friedrichii wächst in der Regel verzweigend und bildet niedrige Gruppen. Die zylindrischen, hellgrünen Triebe erreichen bei Durchmessern von 10 bis 12,5 Zentimetern Wuchshöhen von 30 bis 50 Zentimetern. Es sind etwa 14 Rippen vorhanden. Die auf ihnen befindlichen Areolen sind anfangs weißlich. Sie stehen ziemliche eng beieinander. Aus den Areolen entspringen etwa zehn nadelige, hellgelbe Dornen. Sie weisen eine Länge von bis zu 1,2 Zentimetern auf.
Die lang trichterförmigen, weißen Blüten erscheinen in der Nähe des Triebscheitels. Sie sind 15 bis 18 Zentimeter lang.

## Verbreitung und Systematik
Echinopsis friedrichii ist in der argentinischen Provinz Salta in mittleren Lagen bei 1800 Metern verbreitet.
Die Erstbeschreibung erfolgte 1974 durch Gordon Douglas Rowley.
Roberto Kiesling behandelte Echinopsis friedrichii 1978 als Synonym von Echinopsis schickendantzii.

## Nachweise